# David „Tweener” Apolskis
David "Tweener" Apolskis interpretat de Lane Garrison este un personaj din serialul american Prison Break.Fiind condamnat la cinci ani de inchisoare pentru furtul unui cartonas de baseball de 300.000 $.
Moartea personajului David "Tweener" Apolskis s-a datorat faptului că Lane Garrison, actorul care îl interpreta, a părăsit serialul pentru a termina filmările la producția cinematografică Shooter.